# A Szent Viktória-hegy nagy fenyővel
A Szent Viktória-hegy nagy fenyővel Paul Cezanne tájképe, amely a londoni Courtauld Gallery gyűjteményének része.

## Keletkezése
A Szent Viktória-hegy jellegzetes sziklás, megtört csúcsa Cezanne szülővárosa, Aix-en-Provence közelében magasodik. A művész számára megtestesítette Provence tájait és az azt lakó embereket. Egész pályafutása alatt újra és újra lefestette, lerajzolta különböző látószögekből. A Courtauld Galleryben látható festmény a legmonumentálisabb és leginkább kidolgozott abból a háromból, amely ebből az irányból mutatja a hegyet. A kép 1887-ben készült, egyike azon kevés alkotásnak, amelyet a festő 1880 után szignált.
Cezanne színkontrasztokkal érzékeltette a tereptárgyak kiterjedését. A zöld és sárga felületek szinte rávezetik a szemet a kimagasló hegyre, amelyet hűvös kékekkel és rózsaszínekkel festett meg a művész. Az apró vörös ecsetvonások az előtérben és a háttérben vizuális egységet teremtenek. A fenyőfa ágai a hegy kontúrjait követik; keretezve a képet. A kompozíció időtlenségét csak a modern vasúti viadukt és a már nem látható gőzmozdony által hátrahagyott füstpamacsok oldják.
Amikor a festményt először bemutatták egy amatőr kiállításon Aix-en-Provence-ban, a képet értetlenség fogadta. Cezanne az alkotást Joachim Gasquet költőnek ajándékozta, így hálálva meg a fiatalember őszinte csodálatát. Később, amikor Cezanne elérte a sikert, Samuel Courtauld vette meg a festményt, aki azt mondta, varázslatot érzett, amikor először pillantotta meg a művész alkotásait 1922-ben. Az évek során sok képét megvette, így a Courtauld Gallery rendelkezik a legtöbb Cezanne-alkotással az Egyesült Királyságban.